# Kangrussaare
Kangrussaare – wieś w Estonii, w prowincji Viljandi, w gminie Kõo.